# 鶴ケ坂駅
鶴ケ坂駅（つるがさかえき）は、青森県青森市大字鶴ヶ坂字川合（かわあい）にある、東日本旅客鉄道（JR東日本）奥羽本線の駅である。
「鶴ヶ坂駅」と表記される場合もある。

## 歴史
- 1929年（昭和4年）11月15日：国鉄の鶴ヶ坂信号場として東津軽郡新城村に開業[4][6]。
- 1933年（昭和8年）1月20日：駅に昇格[4]、鶴ケ坂駅開業[1][6]。
- 1971年（昭和46年）10月1日：荷物の扱いを廃止[8]。無人化[9]。ただし、翌年3月31日までは（日曜・祝日を除く）6時から15時半まで旅客扱い要員を1名配置する[10]。
- 1987年（昭和62年）4月1日：国鉄分割民営化により、JR東日本の駅となる[6]。
- 1998年（平成10年）：1番線と2番線との中間にある待避線を撤去。
- 2007年（平成19年）7月25日：駅舎を改築[3]。
- 2010年（平成22年）4月1日：浪岡駅から弘前駅に管理駅が変更となる。
- 2023年（令和5年）5月27日：ICカード「Suica」の利用が可能となる[11][12]。
- 2024年（令和6年）10月1日：えきねっとQチケのサービスを開始[2][13]。

## 駅構造
相対式ホーム2面2線を有する地上駅である。互いのホームは跨線橋で連絡している。駅舎のほか、2番線に待合室がある。
弘前統括センター（弘前駅）管理の無人駅で、簡易Suica改札機が設置されている。なお、自動券売機や乗車駅証明書発行機などは設置されていない。

### のりば
| 番線 | 路線      | 方向 | 行先           |
| ---- | --------- | ---- | -------------- |
| 1    | ■奥羽本線 | 下り | 青森方面       |
| 2    | ■奥羽本線 | 上り | 川部・弘前方面 |

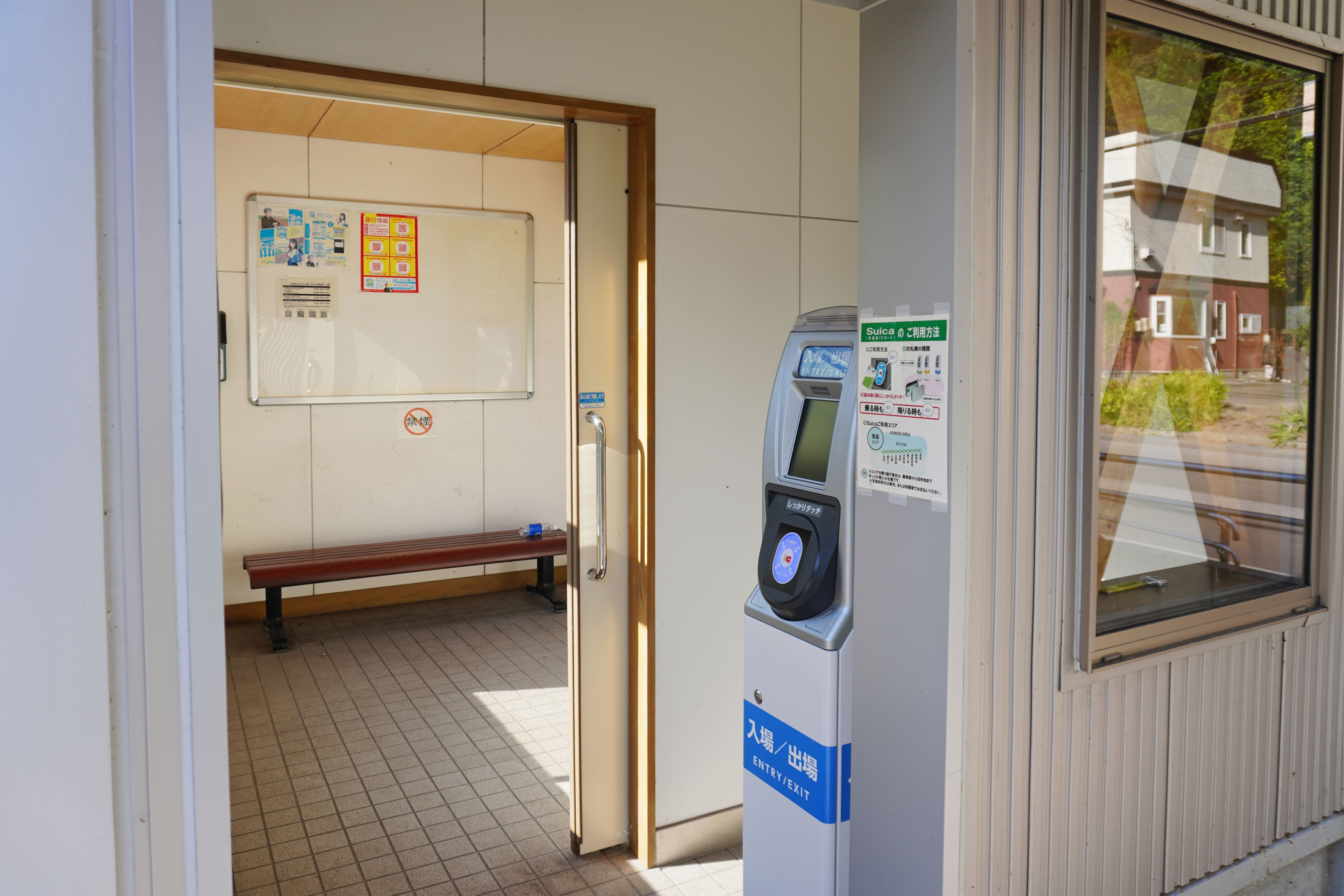
駅舎内（2024年9月）
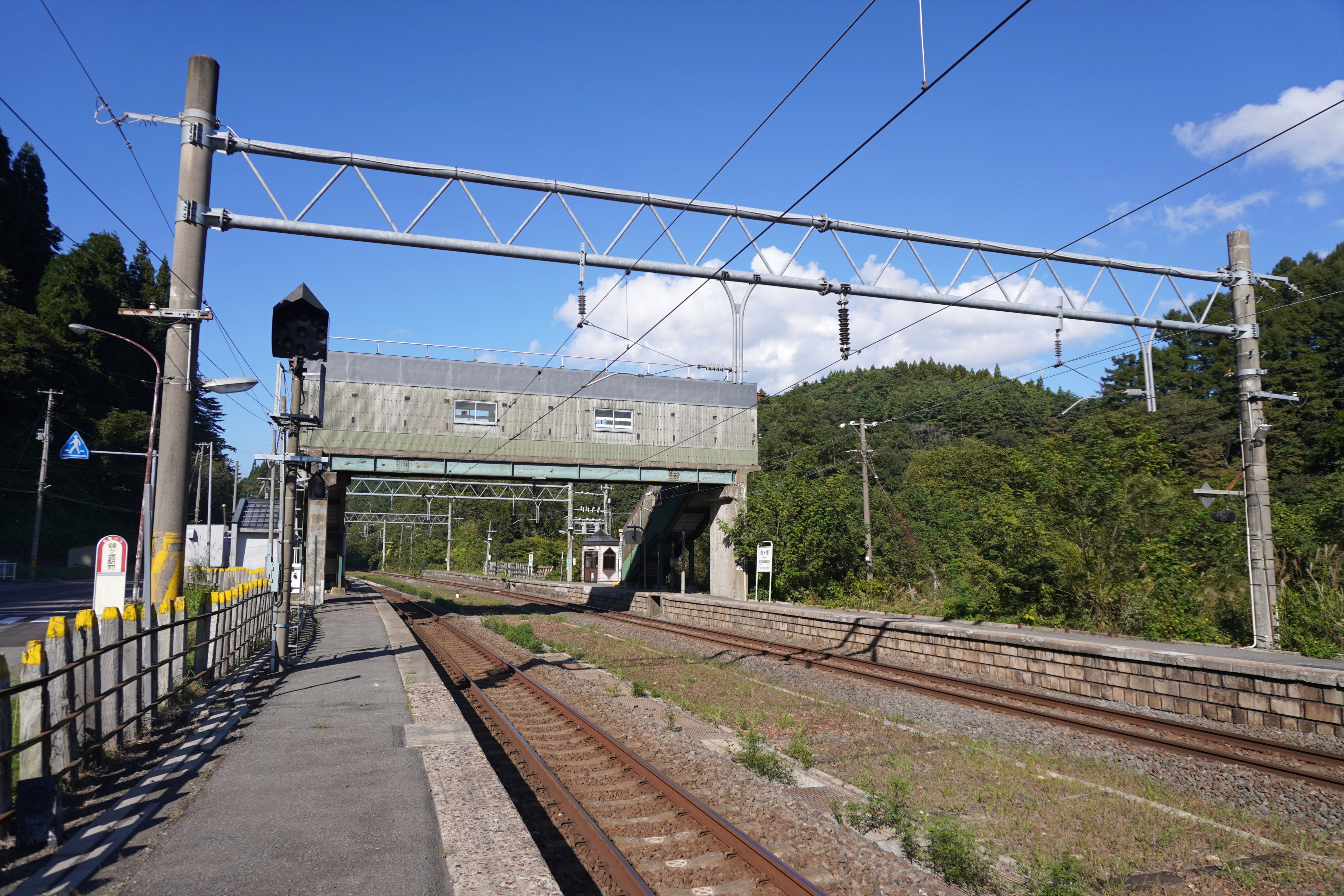
ホーム（2024年9月）

## 利用状況
各年度の乗車人員は以下のとおりである。なお、2005年度（平成17年度）以降は、無人駅の乗車人員は発表されていない。
| 乗車人員の推移 | 乗車人員の推移   |
| 年度           | 一日平均乗車人員 |
| -------------- | ---------------- |
| 1988           | 79               |
| 1993           | 74               |
| 1998           | 65               |
| 2001           | 60               |
| 2004           | 47               |

## 駅周辺
- 青森県道247号鶴ケ坂千刈線
- たらポッキ温泉（青森寄りに約300メートル）[3]

## バス路線
- 青森市市バス
  - 浪岡線
  - 孫内線
- 弘南バス
  - 黒石線
  - 五所川原線

## その他
現在は普通列車のみ停車するが、1960年代（昭和35年代）ごろまでは上り準急列車「岩木」1本が、当駅に停車していた。

## 隣の駅
東日本旅客鉄道（JR東日本）
■奥羽本線
□快速
通過
■普通
大釈迦駅 - 鶴ケ坂駅 - 津軽新城駅